# Кутуржиха
Кутуржиха — річка в Україні, у Хорольському районі Полтавської області. Права притока Хоролу (басейн Дніпра).

## Опис
Довжина річки 15 км, похил річки — 1,9 м/км. Площа басейну 69,5 км².

## Розташування
Бере початок у селі Коломійцеве Озеро. Тече переважно на південний схід через заповідне урочище «Куторжиха» й на південному сході від Хвощівки впадає у річку Хорол, праву притоку Псла.
Населені пункти вздовж берегової смуги: Куторжиха, Петракіївка.
Річку перетинають автошляхи Т 1709 Т 1709.

## Цікавий факт
- У Каталозі основні дані річок Кутуржиха та Єньківки переплутані місцями.